# Fanapanges Island
Fanapanges Island är en ö i Mikronesiska federationen.   Den ligger i kommunen Fanapanges Municipality och delstaten Chuuk, i den västra delen av landet, 700 km väster om huvudstaden Palikir. Arean är 1,0 kvadratkilometer.
Terrängen på Fanapanges Island är platt. Den sträcker sig 1,9 kilometer i nord-sydlig riktning, och 1,7 kilometer i öst-västlig riktning.